# Assassinat d'Airey Neave
El 30 de març de 1979, Airey Neave, secretari britànic en l'ombra d'Estat per a Irlanda del Nord, va ser assassinat per l'exèrcit irlandès d'alliberament nacional amb una bomba col·locada sota el seu cotxe. La bomba va esclatar en l'aparcament del Palau de Westminster, a Londres, i va ferir mortalment a Neave, que va morir poc després de ser ingressat a l'hospital.